# 막스 그륀
막스 그륀(독일어: Max Grün, 1987년 4월 5일 ~ )는 독일의 축구 선수로 포지션은 골키퍼이다. 현재 빅토리아 아샤펜부르크에서 활약하고 있다.

## 우승 경력
- SpVgg 그로이터 퓌르트
  - 2. 푸스볼-분데스리가: 2011-12

- VfL 볼프스부르크
  - DFB-포칼: 2014-15
- DFL-슈퍼컵: 2014-15